# Jørgen Niels Peter Chemnitz
R. Jørgen Niels Peter Chemnitz (født 13. februar 1890 i Sisimiut, død 19. april 1956 i Nuuk) var en grønlandsk tolk og udstedsbestyrer.
Jørgen Chemnitz voksede op i Lichtenau og Frederiksdal. Efter endt skoleuddannelse rejste han til Danmark, hvor han gennemgik samaritteruddannelse for at kunne være til hjælp i tider uden læger. Han var i en periode medhjælper ved kolonien i Ammassalik og efter en årrække kom han tilbage til Vestgrønland og blev udstedsbestyrer ved Qassimiut. Herfra blev han i 1924 kaldt til tjeneste som medhjælper hos inspektøren i Godthåb, Sydgrønland.

## Privatliv
Chemnitz blev født i 1890 som søn af overkateket Jens Anton Elias Barsilaj Ignatius Chemnitz og Marie Holm.
I 1917 blev han gift med Vilhelmine Else Kathrine Dorthe Josefsen. Sammen fik de børnene: Guldborg (f. 1919), Johanne (f. 1921), Jørgen (f. 1923), Lars (f. 1925), Dorthea (f. 1928) og Margrethe (f. 1930).
Jørgen Chemnitz fungerede gennem hele sit liv som tolk og hjælper for den danske administration og har på den måde været til stor hjælp for sit samfund.

## Offentlige tillidshverv
Sammen med sin ægtefælle, blev han udnævnt som medlem af den store Grønlandskommission af 1948.
Desuden han har været kommunerådsformand, medlem af Sydgrønlands landsråd 1927-1932 og 1945-1950, medlem af Rigsdagens Grønlandsudvalg 1950-1951. Desuden er han blevet slået til ridder af Dannebrog.